# Louis Vivonne
Louis Vivonne, francoski maršal, * 1636, † 1688.
1. 1 2  SNAC — 2010.
2. ↑  data.bnf.fr: platforma za odprte podatke — 2011.
3. ↑  GeneaStar
4. ↑  Leo van de Pas Genealogics — 2003.